# Sociedad Cervantina
La Sociedad Cervantina es un espacio cultural situado en pleno Barrio de las Letras de Madrid, en la calle Atocha 87, en el mismo solar donde estaba la imprenta más importante del siglo XVI y XVII, la imprenta del Quijote. Es una asociación cultural sin ánimo de lucro creada en 1953 por iniciativa del ilustre cervantista Luis Astrana Marín y que actualmente preside Luis María Anson, miembro de la Real Academia Española. Tiene como misión fundamental suscitar el máximo interés hacia la vida y la obra de Miguel de Cervantes y fomentar cualquier manifestación artística y cultural, poniendo especial énfasis en la creación e innovación contemporánea. Su sede es el antiguo Hospital de Incurables de Nuestra Señora del Carmen.

## Historia
En 1953 un grupo de intelectuales españoles, liderados por Luis Astrana Marín, que por entonces estaba redactando el tomo 5.º de su monumental biografía Vida ejemplar y heroica de Miguel de Cervantes, fundan la Sociedad Cervantina y fijan su sede en el solar de la calle atocha 87 considerado por Astrana como el sancta sanctoum del cervantismo madrileño. 
Para la fundación, Astrana Marín contó con la colaboración de ilustres personalidades de la época, como Ignacio Aldecoa, Narciso Alonso Cortés, Eduardo Aunós, Manuel Benedito, Juan Beneyto, Juan Antonio Cabezas, Federico Castejón, Luis Cervera Vera, Guillermo Díaz-Plaja, Arturo Duperier, Dionisio Gamallo Fierros, Ernesto Giménez Caballero, Pedro Gómez Aparicio, Alberto Insúa, Antonio de Larragoiti, Enrique Larreta, Rafael López de Haro, Juan Ignacio Luca de Tena, Torcuato Luca de Tena, Victorio Macho, Walter Mangold, Gregorio Marañón, Alfredo Marquerie, Rafael Martínez Reus, José Millán Astray, Aquilino Morcillo Herrera, Antonio J. Onieva, Juan Pujol, Felipe Sassone, Bartolomé Soler, Antonio Tovar, Juan Antonio Vallejo-Nájera, y otras figuras del mundo de la cultura, las artes y las letras. 
En este solar, entre los siglos XVI y XVII, estuvo la imprenta de Pedro Madrigal y su mujer María Rodríguez Rivalde, donde se imprimió en 1604 por el impresor Juan de la Cuesta la primera edición de El ingenioso hildalgo Don Quijote de la Mancha de Miguel de Cervantes. 
Sobre dicho solar se levantó a mediados del siglo XVII el Hospitalillo del Carmen, vulgo de incurables o de los desamparados, con su capilla aneja. Así figura en el plano de Pedro Teixeira de 1656.
Siendo presidente de la Sociedad Juan Antonio Cabezas, el edificio fue declarado monumento nacional de carácter histórico-artístico en 1981.
En 1985, con proyecto y dirección del arquitecto Joaquín Aracil, comienzan las obras de restauración del edificio, que debía conservar la fachada original.
El edificio fue inaugurado solemnemente el 14 de diciembre de 1987 con la presencia de SS.MM. los Reyes Don Juan Carlos y Doña Sofía.
En los años 90 la Sociedad Cervantina desarrolla numerosas actividades artísticas y culturales. 
Liderados por el presidente José Montero Padilla, los ciclos de conferencias “Madrid y su literatura” atrae a numerosos intelectuales y cervantistas de todo el mundo. 
Jesús Arribas, también presidente de la Sociedad, pone en marcha los premios escolares de relato corto y el premio de pintura.
Bajo la presidencia de Felipe Segovia, la Sociedad Cervantina colabora estrechamente con la Universidad Camilo José Cela y la Institución Educativa SEK.

### En la actualidad
En el año 2008 Luis María Anson preside por primera vez la Sociedad Cervantina, representando a la Real Academia Española, y con él se incorporan a la Sociedad Cervantina un buen número de jóvenes talentos de la cultura española. Entre las primeras decisiones de la nueva Junta Directiva está la de restaurar la imprenta que imprimió el Quijote, la creación del Teatro de Cámara Cervantes y la creación del espacio de arte La Bacía.
La imprenta de la Sociedad Cervantina, construida en el taller de Bernardo López Lozano, es réplica exacta de la máquina de impresión con la que se imprimieron los libros más importantes de nuestro Siglo de Oro español. La arquitecta conservadora de la Sociedad Cervantina, Rebeca Piñeiro Mansilla se encarga del trabajo de recreación y restauración y devuelve a la antigua imprenta su esplendor pasado. La imprenta del Quijote abre sus puertas al público y se vuelve a poner en marcha por primera vez tres siglos después de la impresión de la edición príncipe del Quijote. Las visitas guiadas a la imprenta se convierten en una de las actividades de mayor éxito de a Sociedad Cervantina.
Luis María Anson y la nueva Junta Directiva promueven la creación de un teatro en la Sociedad Cervantina cuyo fin sea recuperar la obra teatral de Miguel de Cervantes y ser punto de encuentro para los nuevos creadores españoles. Celia Freijeiro funda en 2008 junto a un grupo de jóvenes artistas el Teatro de Cámara Cervantes, una compañía teatral cuya primera producción fue “Entrometidos, entremeses de Cervantes” obteniendo una excelente acogida de crítica y público. El espectáculo estuvo entre los 12 finalistas en la IV edición del Premio Valle-Inclán. 
En el año 2013 se celebra la primera edición del Festival Gigante, en él se dan cita creadores de distintas disciplinas artísticas y se muestran espectáculos inspirados en textos y referencias del repertorio universal desde Grecia hasta los años 50 del siglo XX a través de una investigación contemporánea. Entre los artistas invitados encontramos a la dramaturga María Folguera cuyo texto "La guerra según Santa Teresa" estuvo en la primera edición, el director Javier Giner con el proyecto "Sangre Forzada" o la actriz Julia de Castro, quien se estrenó por primera vez como dramaturga en la cuarta edición celebrada en 2019 con el texto "Marcela".
En el año 2010 surge en el marco de la Sociedad Cervantina el proyecto La Bacía, un nuevo espacio de arte liderado por Ana Folguera. Este espacio está dedicado a la promoción del arte contemporáneo en el que se exploran las conexiones de las artes plásticas con otras disciplinas como la danza, el teatro y la música. A través de su programa expositivo La Bacía tiene como objetivo fomentar la innovación y creación contemporáneas, prestando especial atención a los artistas españoles y colaborando con otras instituciones culturales. 
Entre las actividades más destacadas de La Bacía está la Feria de Arte de 2012 que reunió a los artesanos y editores contemporáneos más destacados de nuestro país, la participación anual en la Noche de los Libros, la colaboración con el espectáculo Lorca al Vacío de María Velasco con los Artista Juan Zamora y Hisae Ikenaga y el comisariado de la exposición Mingote Cervantino sobre las ilustraciones que Antonio Mingote realizó del Quijote.

## La imprenta delQuijote
La Sociedad Cervantina se encuentra emplazada en el mismo lugar en el que estuvo la imprenta donde se imprimió el Quijote, en el Barrio de las Letras de Madrid. La Sociedad Cervantina ha restaurado y recuperado el antiguo taller de impresión y cuenta con una réplica exacta de la imprenta de tipos móviles con la que se imprimió la primera edición del Quijote en 1604, que puede visitarse. En esta imprenta, además del Quijote, se imprimieron más de una decena de obras de Lope de Vega, Tirso de Molina y Calderón de la Barca entre otros autores de la literatura española.
La sala de la imprenta, alojada en el sótano del edificio, fue restaurada por la arquitecta Rebeca Piñeiro con el asesoramiento de la Imprenta municipal de Madrid. En el proceso se buscó que el visitante conociera, también visualmente, con exactitud el trabajo de los artesanos impresores. Además, la prensa está en uso y permite imprimir siguiendo el procedimiento de la época. 

### Cronología de los impresores
| Fecha de impresión | impresor                                            | Comentario |
| ------------------ | --------------------------------------------------- | --- |
| 1585-1593          | Pedro Madrigal (padre)                              | |
| 1594-1595          | Viuda de Pedro Madrigal                             | María Rodríguez Rivalde |
| 1595-1603          | En casa de Pedro Madrigal / Viuda de Pedro Madrigal | María Rodríguez Rivalde con su segundo marido Íñiguez de Lequerica y Pedro Madrigal –hijo o sobrino de Madrigal -                                  |
| 1604-1607          | Juan de la Cuesta                                   | |
| 1607-1627          | Juan de la Cuesta                                   | En realidad sin Juan de la Cuesta, que ya estaba en las Indias. Por María Rodríguez Rivalde y María de Quiñones, que aún no firmaba como impresora |
| 1607-1633          | Herededos de la viuda de Pedro Madrigal             | María Rodríguez Rivalde y María de Quiñones con sus oficiales y empleados del taller.                                                              |
| 1633-1666          | María de Quiñones                                   | |
| 1666-1671          | Melchor Alegre                                      | María de Quiñones vende la imprenta al impresor Melchor Alegre y a su mujer Catalina Gómez                                                         |
| 1671-1674          | Viuda de Melchor Alegre                             | Catalina Gómez |
| 1674-1690          | Roque Rico de Miranda                               | Segundo marido de Catalina Gómez. Roque Rico imprime la primera edición en español con grabado de la segunda parte del Quijote.                    |

## Teatro de Cámara Cervantes
El Teatro de Cámara Cervantes tiene su sede en la Sociedad Cervantina. Nace en el año 2008 con la intención de recuperar para el público de hoy las obras teatrales de Miguel de Cervantes, y de crear un espacio de investigación escénica contemporánea desde donde apoyar a los jóvenes talentos del teatro español.
El Teatro de Cámara junto a la Sociedad Cervantina y la productora Pocapena Producciones, ponen en pie una veintena de espectáculos. Cabe destacar la obra Palabra de Perro de Juan Mayorga basada en El Coloquio de los Perros de Miguel de Cervantes; El Banquete basado en la obra de Platón una creación conjunta de dramaturgos de la talla de María Velasco, Alberto Conejero, Sergio Martínez Villa, Elena Lombao y Anna R. Costa; Lorca al Vacío de María Velasco y El imaginario de Cervantes de Elena Lombao, Fernando Valdivielso y Sonia Sebastián. El Imaginario de Cervantes se estrenó en La Noche de los Libros y fue finalista en la V Edición de los Premios Valle-Inclán.
El Teatro de Cámara Cervantes ha producido en colaboración con la Sociedad Cervantina y Pocapena Producciones más de una decena de obras de teatro, microteatro, eventos y festivales. 

### Obras de teatro del Teatro de Cámara Cervantes
| Año  | Título                                | Autor                                                                               | Comentario |
| ---- | ------------------------------------- | ----------------------------------------------------------------------------------- | --- |
| 2015 | La gitanilla                          | Miguel de Cervantes                                                                 | Adaptación de María Velasco de la novela ejemplar La Gitanilla de Miguel de Cervantes |
| 2014 | Tipos de imprenta                     | María Velasco                                                                       | Obra breve que narra como Miguel de Cervantes irrumpe en la imprenta para comprobar cómo se está imprimiendo su novela El ingenioso hidalgo Don Quijote de la Mancha la noche previa a su publicación. |
| 2014 | Muchos ruido y pocas nueces           | William Shakespeare                                                                 | Versión de Elena Lombao y Maribel Vitar de la obra de teatro Much Ado About Nothing. |
| 2014 | El banquete                           | María Velasco, Alberto Conejero, Sergio Martínez Vila, Elena Lombao y Anna R. Costa | Adaptación de El Banquete de Platón |
| 2012 | Lorca al Vacío                        | María Velasco                                                                       | Basada en los textos surrealistas de Federico García Lorca. |
| 2011 | Muere, Numancia, muere                | Carlos Be                                                                           | Adaptación de El cerco de Numancia de Miguel de Cervantes. |
| 2010 | El poder de la Sangre                 | Antonin Artaud                                                                      | Adaptación de Sonia Sebastián de Los Cenci |
| 2010 | El imaginario de Cervantes            | Sonia Sebastián. Fernando Valdivielso, Elena Lombao                                 | Sonia Sebastián fue finalista en los V Premios Valle-Inclán por este montaje |
| 2009 | Palabra de Perro                      | Juan Mayorga                                                                        | Basada en El coloquio de los perros de Miguel de Cervantes |
| 2008 | Entrometidos: entremeses de Cervantes | Miguel de Cervantes                                                                 | El viejo celoso y La cueva de Salamanca. Finalista en los IV Premios Valle-Inclán. |

En los años 2013 y 2014 la Sociedad Cervantina organizó y produjo la primera y segunda edición del Festival Gigante donde se dieron cita creadores de distintas disciplinas artísticas y se muestran espectáculos inspirados en textos y referencias del repertorio universal desde Grecia hasta los años 50 del siglo XX. 
En el año 2015 el Ministerio de Fomento aprueba y financia el proyecto de construcción de una sala de teatro en la sede de la Sociedad Cervantina. 
En el 2016, para conmemorar el IV Centenario de la publicación de la segunda parte del Quijote, el Teatro de Cámara Cervantes crea y desarrolla el proyecto Escena Cervantes. Este proyecto nace con la intención de promocionar la impronta del legado de Cervantes y su obra a través de la geografía española. En el Festival Escena Cervantes han participado artistas como María Velasco, Alberto Conejero, Salva Bolta o Ainhoa Amestoy. 
El 21 de marzo de 2017 el Ministro de Fomento Íñigo de la Serna pone la primera piedra del futuro Teatro Cervantes y empiezan las obras.

## El equipo
Los órganos de gestión de la Sociedad Cervantina son la Junta Directiva y la Asamblea General. La Junta Directiva está presidida por el Presidente y doce socios que ocupan los cargos de gobierno. La Asamblea General la forman los treinta y tres socios de número. Además, la Sociedad Cervantina cuenta con el apoyo de más de un centenar de socios colaboradores que ayudan a la conservación de la Sociedad Cervantina.